# Open de Chine (golf)
Pour les articles homonymes, voir Open de Chine.
L'Open de Chine de golf est un tournoi professionnel de golf. Créé en 1995, il intègre le Tour Européen en 2004, pour le compte de la saison 2005.

## Palmarès
| année | Vainqueur         | Nationalité    |
| ----- | ----------------- | -------------- |
| 2004  | Stephen Dodd      | Pays de Galles |
| 2005  | Paul Casey        | Angleterre     |
| 2006  | Jeev Milkha Singh | Inde           |
| 2007  | Markus Brier      | Autriche       |
| 2008  | Damien McGrane    | Irlande        |
| 2009  | Scott Strange     | Australie      |
| 2010  | Yang Yong-eun     | Corée du Sud   |
| 2011  | Nicolas Colsaerts | Belgique       |
| 2012  | Branden Grace     | Afrique du Sud |
| 2013  | Brett Rumford     | Australie      |
| 2014  | Alexander Lévy    | France         |
| 2015  | Ashum Wu          | Chine          |
| 2016  | Haotang Li        | Chine          |
| 2017  | Alexander Lévy    | France         |

### Palmarès du tournoi avant son entrée sur le circuit européen
| année | Vainqueur        | Nationalité  |
| ----- | ---------------- | ------------ |
| 1995  | Raúl Fretes      | Paraguay     |
| 1996  | Prayad Marksaeng | Thaïlande    |
| 1997  | Cheng Jun        | Chine        |
| 1998  | Ed Fryatt        | Angleterre   |
| 1999  | Kyi Hla Han      | Birmanie     |
| 2000  | Simon Dyson      | Angleterre   |
| 2001  | Charlie Wi       | Corée du Sud |
| 2002  | David Gleeson    | Australie    |
| 2003  | Zhang Lian-wei   | Chine        |